# Абрамов, Григорий Васильевич
Григорий Васильевич Абрамов (29 декабря 1897, д. Николаевская, Сейнский уезд, Сувалкская губерния — ?) — советский разведчик. Майор (1935).

## Биография
Григорий Абрамов родился в крестьянской семье. Окончил гимназию в Сувалках. На военной службе с 1914 года (артиллерист). Член ВКП(б) с 1918 года. В РККА с 1919 года. Участник Гражданской войны (август 1919 — май 1921). Воевал против войск генералов Мамонтова и Врангеля, вооружённых формирований Махно, устанавливал советскую власть в Грузии. Командир и комиссар партизанского отряда «Стрела» (август — октябрь 1919), военный комиссар Сергиевского волостного и Козловского уездного военкоматов (октябрь 1919 — сентябрь 1920), конно-артиллерийского дивизиона 2-й Конной армии (сентябрь 1920 — май 1921), 2-х военно-инженерных командных курсов в Баку (май — ноябрь 1921), помощник военкома, начальника учебной части, военком 2-й военно-инженерной Бакинской школы (ноябрь 1921 — декабрь 1922), военком 21-й пехотной Бакинской школы (декабрь 1922 — сентябрь 1923).
Окончил Московскую высшую военно-педагогическую школу (1923—1924). По окончании школы был помощником военкома штаба Украинского военного округа, военкомом Киевской военно-инженерной школы командного состава, Киевской школы связи (май 1924 — март 1925), старшим инструктором организационно-распределительного отдела Политического управления Украинского ВО (март 1925 — сентябрь 1926).
Григорий Васильевич Абрамов успешно окончил Восточный факультет Военной академии имени М. В. Фрунзе (1926—1928). Состоял в распоряжении Разведывательного управления Штаба РККА (июль 1928 — август 1929), помощник начальника Разведывательного отдела штаба Отдельной Краснознамённой Дальневосточной армии (август — декабрь 1929), помощник начальника Разведотдела штаба Кавказской Краснознамённой армии (декабрь 1929 — апрель 1933), начальник 2-й (разведывательной) части штаба 3-го стрелкового корпуса (апрель 1933 — январь 1934), начальник особого отделения Курсов усовершенствования командного состава по разведке при Разведуправлении РККА (январь 1934 — январь 1935).
Окончил Оперативный факультет Военно-воздушной академии РККА (1935—1936).
Состоял в распоряжении Разведуправления РККА по 1-му (западному) отделу (февраль 1936 — сентябрь 1939).
С сентября 1939 года был преподавателем кафедры общей тактики Военной академии им. М. В. Фрунзе.

## Награды
- Юбилейная медаль «XX лет РККА».[2]